# Шкварчук Володимир Михайлович
Володимир Михайлович Шкварчук (нар. 22 жовтня 1940, с. Долина  Тлумацького району Івано-Франківської області, помер  4 червня 2015, м. Чернігів) — український письменник, публіцист. Член Національної спілки письменників України, член літературної спілки «Чернігів».

## Життєпис
Вчився у Коломийському технікумі механічної обробки деревини та Криворізькому гірничо-технічному училищі. Працював робітником у Московській картографічній експедиції на Уралі, рудниках Кривого Рогу, різних монтажно-будівельних організаціях Кавказу, Києва і Чернігова. Багато років був консультантом науково-редакційного підрозділу Чернігівської облдержадміністрації.
Саме в Чернігові проявився талант В. М. Шкварчука як новеліста, публіциста, критика, гумориста, казкаря. Його оповідання, нариси, гуморески, усмішки майже сорок років тому з'явились на сторінках газети «Комсомольський гарт» та інших періодичних видань.
В 1992 разом з колегами засновують журнал «Чернігів» (з 1993 виходить під назвою «Літературний Чернігів»). 
З 1993 р. – науковий консультант науково-редакційного підрозділу при редколегії по написанню тому «Реабілітовані історією». Дослідник злочинів комуністичного тоталітаризму.
З 1998 р. член Спілки письменників України.

## Творчість
Всі публікації В. М. Шкварчука останніх років базуються на архівних матеріалах Управління СБУ в Чернігівській області. У 1994 році побачила світ перша книга автора «Бунт землі» про опір селян колективізаторській політиці радянської влади, видана обласним товариством "Просвіта" імені Т.Шевченка. Наступне історико-публіцистичне дослідження В. М. Шкварчука видано теж у Чернігові в 1999 році. Це — «Голодомор 1932-33 годов на Черниговщине» (рос.). Дві книги «Прищеплена гілка» (1999) та «Отруйне питання» (2000) розкривають долю євреїв, які служили в органах ВУЧК-ГПУ-НКВД-КГБ по Чернігівській області. Значна частина цих людей була репресована за сталінських часів. Володимир Шкварчук — член редакційної колегії щоквартального мистецького журналу «Літературний Чернігів». Постійно друкувався в газеті "Сіверщина"

## Відзнаки
У 2007 році його нагороджено орденом «За заслуги» ІІІ ступеня (Указ Президента України № 1123/2007).
Лауреат обласної премії ім. Б. Грінченка, Всеукраїнської літературної премії ім. Михайла Коцюбинського — за художні твори для дітей, Всеукраїнської премії ім. В. Марченка — за публікації нарисів, створених на основі вивчення архівів ВУЧК-ГПУ-НКВД-КГБ в Чернігівській області, міжнародної журналістської премії ім. В. Стуса — за відстоювання права людини на свободу слова.

## Окремі твори
- Бунт землі: (Худож.- краєзн. праця на арх. матеріалі). — Чернігів: РВВ упр. по пресі, 1994. — 63 с.
- Голодомор 1932-33 годов на Черниговщине: Из-под грифа «Совершенно секретно». — Чернигов, 1999. — 99 с. (рос.)
- На казарменому становищі (нариси з історії Чернігівщини довоєнних років). — Чернігів: Чернігівські обереги, 2008. — 226 с.
- Отруйне питання: Нотатки дилетанта. — Чернігів: Просвіта, 2000. — 28 с.
- Прищіплена гілка: (Євреї в арх. ВУЧК-ГПУ-НКВД-КГБ по Черніг. обл.). — Чернігів, 1999. — 71 с.

## Окремі оповідання
- Анна Болейн за ґратами: оповідання / Володимир Шкварчук // Літ. Чернігів. — 2006. — № 3(35). — С. 18-45.
- Дорога життя: із циклу «Чернігівські оповідання» / Володимир Шкварчук // Літ. Чернігів. — 2010. — № 1 (49). — С. 123-128.
- Загадкова зустріч: оповідання / Володимир Шкварчук // Літ Чернігів. — 1998. — № 12. — С. 42-46.
- Карл Маркс: у погоні за привидом . Філософський лікнеп. (Із циклу «Що таке комуністи») / Володимир Шкварчук // Літ. Чернігів. — 1993. — № 2-3. — С. 51-62.
- Марія з КСК: оповідання / Володимир Шкварчук // Літ. Чернігів. — 1995. — № 6. — С. 32-36.
- Секретний агент: оповідання / Володимир Шкварчук // Літ. Чернігів. — 2004. — № 3. — С. 63-71.
- Що таке комуністи / Володимир Шкварчук // Літ. Чернігів. — 1993. — № 1. — С. 49-50.

## Рецензія
- Поклик отчого краю, або Вічна правда «маленької людини»: (побіжні міркування на берегах книги Бориса Сидоренка «Потаємні люди». Київ, видавництво «Рада», 2002 р.) / Володимир Шкварчук // Сіверян. літопис. — 2003. — № 5-6. — С. 170-177.